# Иванова, Галина Алексеевна
Галина Алексеевна Иванова (бел. Галіна Аляксееўна Іванова; 6 ноября 1937 — 21 февраля 2022) — советский и белорусский педагог. Народный учитель СССР (1983).

## Биография
Галина Иванова родилась 6 ноября 1937 года в Минске (Белоруссия).
Педагогическую деятельность начала в 1956 году, после окончания Минского педагогического училища им. Н. К. Крупской в средней школе №33 Минска учителем начальных классов.
В 1964 году окончила биологический факультет (заочное отделение) Белорусского государственного университета им. В. И. Ленина.
Скончалась 21 февраля 2022 года. Похоронена на кладбище деревни Верхлес Червенского района Минской области возле Святой (Марьиной) горки.

## Звания и награды
- Заслуженный учитель Белорусской ССР (1968)
- Народный учитель СССР (1983)
- Орден Трудового Красного Знамени (1978)